# Red Bank (New Jersey)
Red Bank ist eine Gemeinde in Monmouth County, im US-Bundesstaat New Jersey. Das U.S. Census Bureau ermittelte bei der Volkszählung 2020 eine Einwohnerzahl von 12.936.
Die Stadt Red Bank wurde als solche am 17. März 1870 aus Teilen des Shrewsbury Townships gebildet. Am 14. Februar 1879 wurde sie zu Shrewsbury City, einem Teil von Shrewsbury County, dies allerdings nur bis zum 15. Mai 1879, als Red Bank seine Unabhängigkeit wiedergewann. Am 10. März 1908 wurde Red Bank durch ein Gesetz der New Jersey Legislature als Gemeinde vom Shrewsbury Township losgelöst.
Die Stadt wird oft mit den New Yorker Stadtteilen SoHo (Manhattan) und Greenwich Village verglichen.

## Geschichte

### Historische Objekte
In Red Bank steht das historische Timothy Thomas Fortune House. Das Haus war Wohnsitz des als Sklave geborenen Journalisten Timothy Thomas Fortune und befindet sich auf Nummer 94 am West Bergen Place. Das Gebäude wurde am 8. Dezember 1976 vom National Register of Historic Places unter der Nummer 76001171 als historisches Denkmal aufgenommen. Zusätzlich erhielt es einen Eintrag im National Historic Landmark.

## Geographie
Laut dem United States Census Bureau hat Red Bank eine Fläche von 5,6 km². 4,6 km² davon sind Land- und 1,0 km² (17,13 %) Wasserfläche.
Red Bank liegt am Südufer des Navesink River, im Norden von Monmouth County, New Jersey. Es liegt nicht weit entfernt von New York City. Red Bank grenzt an das Middletown Township und an Die Gemeinden Tinton Falls, Fair Haven, Shrewsbury und Little Silver.

## Regierung

### Lokale Regierung
Red Bank wird von einem Bürgermeister und einem sechsköpfigen Gemeinderat regiert. Der Bürgermeister wird auf vier, die Ratsmitglieder auf drei Jahre gewählt. Im Jahr 2007 waren folgende Personen Ratsmitglieder, bzw. der Bürgermeister:
- Bürgermeister Pasquale Menna, Esq. (Amtszeit endet am 31. Dezember 2010)
- Ratspräsident Sharon Lee (2007)
- Robert Bifani (2007)
- Mary Grace Cangemi (2007)
- John Curley (2008)
- Michael DuPont (2009)
- Ratsmitglied Arthur Murphy III (2009)

## Verkehrsanbindung
Züge des New Jersey Transit verbinden Red Bank mit der Penn Station in New York City.
Red Bank liegt etwa 3 km östlich von der Auffahrt 109 des Garden State Parkways.

## Persönlichkeiten
- Edmund Wilson (1895–1972), Schriftsteller und Literaturkritiker
- Natalie Schafer (1900–1991), Schauspielerin
- Count Basie (1904–1984), Jazz-Pianist, Organist, Komponist und Bandleader
- John Charles Reiss (1922–2012), Bischof von Trenton
- George Gray (1947–2023), Opernsänger
- David Wojnarowicz (1954–1992), Künstler, Autor, Fotograf und Filmproduzent
- Dave Wyndorf (* 1956), Rockmusiker, Sänger der Band Monster Magnet
- Christopher Young (* 1957), Filmmusik-Komponist
- Richard Stabbert (* 1959), Maler und Schriftsteller
- John McDermott (* 1963), römisch-katholischer Geistlicher, Bischof von Burlington
- Peter Dobson (* 1964), Schauspieler
- Karen Smith (* 1965), Mathematikerin
- Kevin Smith (* 1970), Regisseur, Produzent, Drehbuchautor, Schauspieler und Comicautor
- Don Pritzlaff (* 1979), Ringer
- Brian Fallon (* 1980), Rockmusiker, u. a. Sänger der Band The Gaslight Anthem
- Harley Quinn Smith (* 1999), Schauspielerin